# Lubník
Lubník – wieś i gmina (obec) w Czechach, w kraju pardubickim, w powiecie Uście nad Orlicą.

## Historia
Pierwsza wzmianka o wsi pochodzi z 1267. Obec Lubník została założona na podstawie ustawy nr 367/1990 Sb. w dniu wyborów lokalnych w 1990. Gmina wykonuje swoje funkcje zgodnie z ustawą nr 128/2000 Sb., z późniejszymi zmianami.

## Geografia
Obec Lubník z zachowaną strukturą wioski linowej leży w dorzeczu Lanškrounské, 5 km na południowy wschód od Lanškrouny. Teren wsi leży na wysokości 365–395 m n.p.m. i należy do dorzecza rzeki Moravská Sázava. Przez wieś przepływa potok Lubnický, który wpada do Morawskiej Sázavy nad Krasíkovem.

## Zabytki i interesujące miejsca
We wsi znajduje się miejscowy cmentarz.